# Фут, Юнис Ньютон
Юнис Ньютон Фут (англ. Eunice Newton Foote), урождённая Юнис Ньютон — американская учёная, изобретательница, борец за права женщин.
Юнис Ньютон родилась в городе Гошен, штат Коннектикут, в семье фермера и предпринимателя Исаака Ньютона-младшего, дальнего родственника знаменитого английского учёного Исаака Ньютона.
С 1836 по 1838 год обучалась в одном из первых женских учебных заведений США — женской семинарии города Трой, основанной феминисткой Эммой Уиллард. Слушательницам семинарии предлагалось также посещать естественнонаучные курсы в школе Ренселлера, которой руководил сторонник женского образования Эймос Итон.
В 1841 году вышла замуж за юриста Элишу Фута, в будущем — судью, специалиста по патентному праву, руководителя патентного ведомства США, изобретателя. В браке родилось две дочери: Мэри, впоследствии известная защитница прав женщин, и Августа, в будущем писательница.
Проживала по соседству и находилась в дружеских отношениях с Элизабет Кейди Стэнтон, ключевым автором Декларации чувств — принятого Первой конференцией по правам женщин документа, провозгласившего женское движение и основные права женщин. Является одним из редакторов декларации и одной из 68 женщин, подписавших Декларацию чувств.
В ходе научных экспериментов, которыми Юнис Ньютон Фут занималась дома, ей была открыта связь между размером доли углекислого газа в воздухе и скоростью изменения температуры воздуха. Данная связь впоследствии была названа парниковым эффектом. В частности, в ходе одного из экспериментов было установлено, что сосуд с углекислым газом нагревается под солнечными лучами сильнее и сохраняет тепло дольше, чем сосуд с обычным воздухом. Доклад Юнис Ньютон Фут был прочитан 23 августа 1856 года на ежегодном собрании Американской ассоциации содействия развитию науки первым секретарём Смитсоновского института физиком Джозефом Генри. Статья была опубликована в «Американском журнале науки и искусства» и упоминалась в нескольких научных изданиях.
В 1859 году британским физиком Джоном Тиндалем в журнале Лондонского королевского общества была опубликована статья об экспериментах, по результатам которых он пришёл к аналогичным выводам.
Юнис Ньютон Фут стала известна широкой публике в 2011 году благодаря работе журналиста Рэймонда Соренсона, который опубликовал материал о ней в журнале Oil-Industry History. Позднее он издал биографическую книгу о Юнис Ньютон Фут на основе данных из разных источников и личной переписки.